# 洛基·考陶琳
洛基·考陶琳（匈牙利語：Laki Katalin，1948年4月2日—），匈牙利前女子手球运动员。她曾代表匈牙利国家队参加1976年夏季奥林匹克运动会手球比赛，结果队伍获得一枚铜牌。